# Chris Slade
Chris Slade, rodným jménem Christopher Rees (* 30. října 1946) je britský rockový bubeník, člen skupin AC/DC, Manfred Mann's Earth Band, Uriah Heep a dalších.

## Život
Narodil se v obci Pontypridd ve velšském hrabství Glamorgan. Svou kariéru zahájil v polovině šedesátých let, kdy vystupoval a nahrával se zpěvákem Tomem Jonesem. V roce 1971 spoluzaložil skupinu Manfred Mann's Earth Band, ze které odešel roku 1978. Zanedlouho se stal členem kapely Uriah Heep, z níž odešel roku 1981. V roce 1984 doprovázel Davida Gilmoura při jeho turné About Face. V letech 1984 až 1986 byl jedním z členů superskupiny nazvané The Firm, ve které s ním hráli například zpěvák Paul Rodgers a kytarista Jimmy Page.
V roce 1989 nahradil Simona Wrighta v australské hardrockové skupině AC/DC, se kterou nahrál album The Razors Edge (rovněž hrál na koncertním albu Live). Ve skupině jej roku 1994 nahradil Phil Rudd, který zde již v minulosti působil. Roku 1999 se stal členem kapely Asia, kterou opustil v září roku 2005. Později vystupoval s několika dalšími skupinami. Roku 2014 vystupoval s projektem Chris Slade Timeline, kterým oslavoval padesát let na hudební scéně. V roce 2014 přestal se skupinou AC/DC kvůli problémům se zákonem vystupovat Phil Rudd. V únoru 2015 se skupinou při předávání cen Grammy po více než dvaceti letech opět vystoupil Slade, který oznámil, že s ní odehraje celé nadcházející turné.
Během své kariéry spolupracoval s mnoha dalšími umělci, mezi které patří například Gary Numan, Kai Olsson, Mick Ralphs, Denny Laine, Frankie Miller, Gary Moore a Olivia Newton-Johnová. Angus Young, kytarista skupiny AC/DC, o něm řekl, že byl nejlepším hudebníkem, který kdy hrál v AC/DC.

## Diskografie

### Toomorrow
- Toomorrow (1970)

### Manfred Mann's Earth Band
- Manfred Mann's Earth Band (1972)
- Glorified Magnified (1972)
- Messin' (1973)
- Solar Fire (1973)
- The Good Earth (1974)
- Nightingales and Bombers (1975)
- The Roaring Silence (1976)
- Watch (1978)

### Uriah Heep
- Conquest (1980)

### Gary Numan
- I, Assassin (1982)

### The Firm
- The Firm (1985)
- Mean Business (1986)

### AC/DC
- The Razors Edge (1990)
- Live (1992)

### Asia
- Aura (2001)
- Silent Nation (2004)

### Damage Control
- Damage Control (2007)
- Raw (2008)

### MIWA
- My Wish Is Your Command (2011)